# Nymphidium eutrapela
Nymphidium eutrapela är en fjärilsart som beskrevs av Bates 1868. Nymphidium eutrapela ingår i släktet Nymphidium och familjen Riodinidae. Inga underarter finns listade i Catalogue of Life.